# 強制収容所 (ナチス)

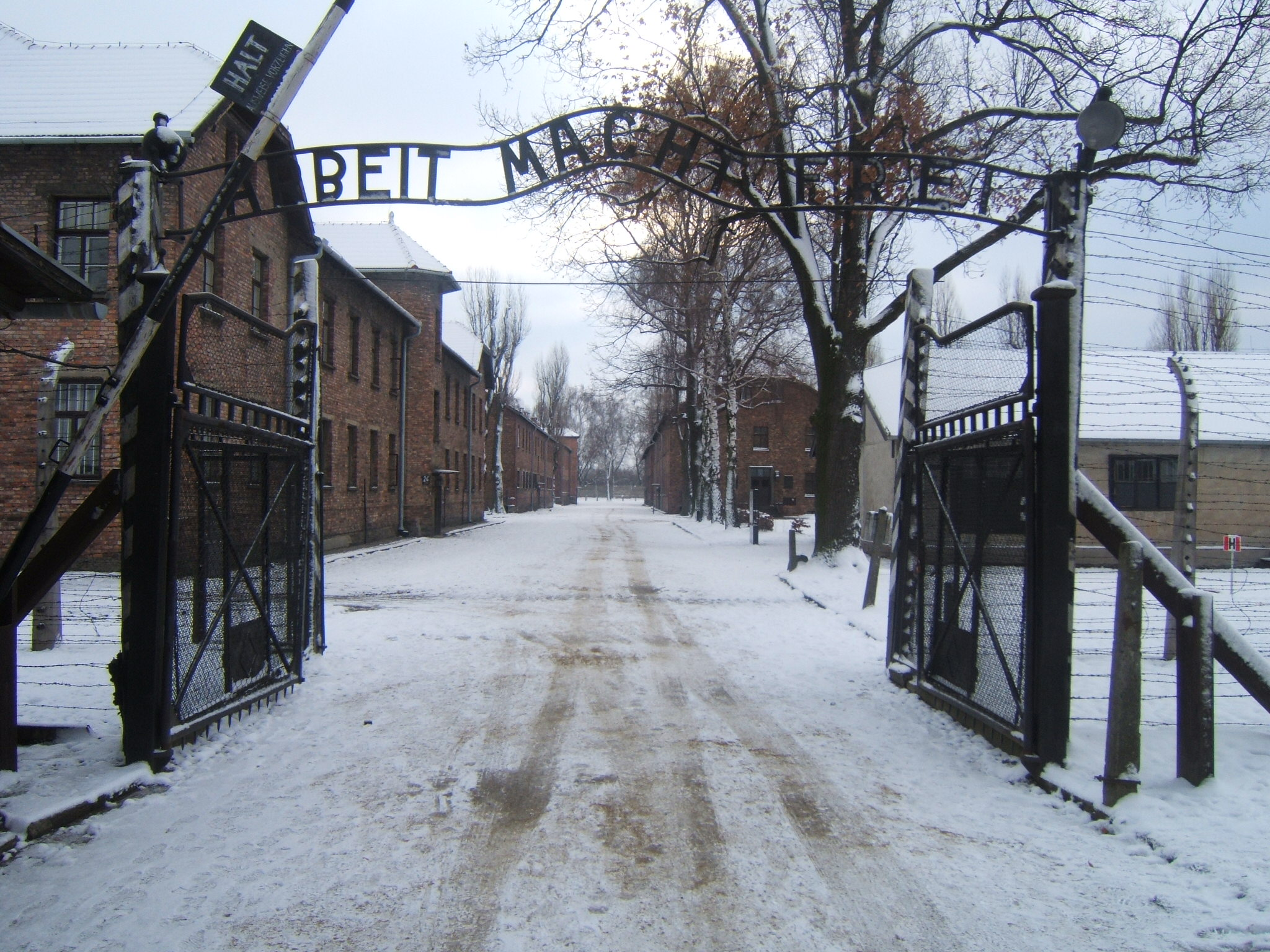
ポーランド・オシフィエンチム（ドイツ名アウシュヴィッツ）に置かれたアウシュヴィッツ＝ビルケナウ強制収容所のアウシュヴィッツ第一強制収容所正門。正門上のアーチには「ARBEIT MACHT FREI（働けば自由になる）」とある。

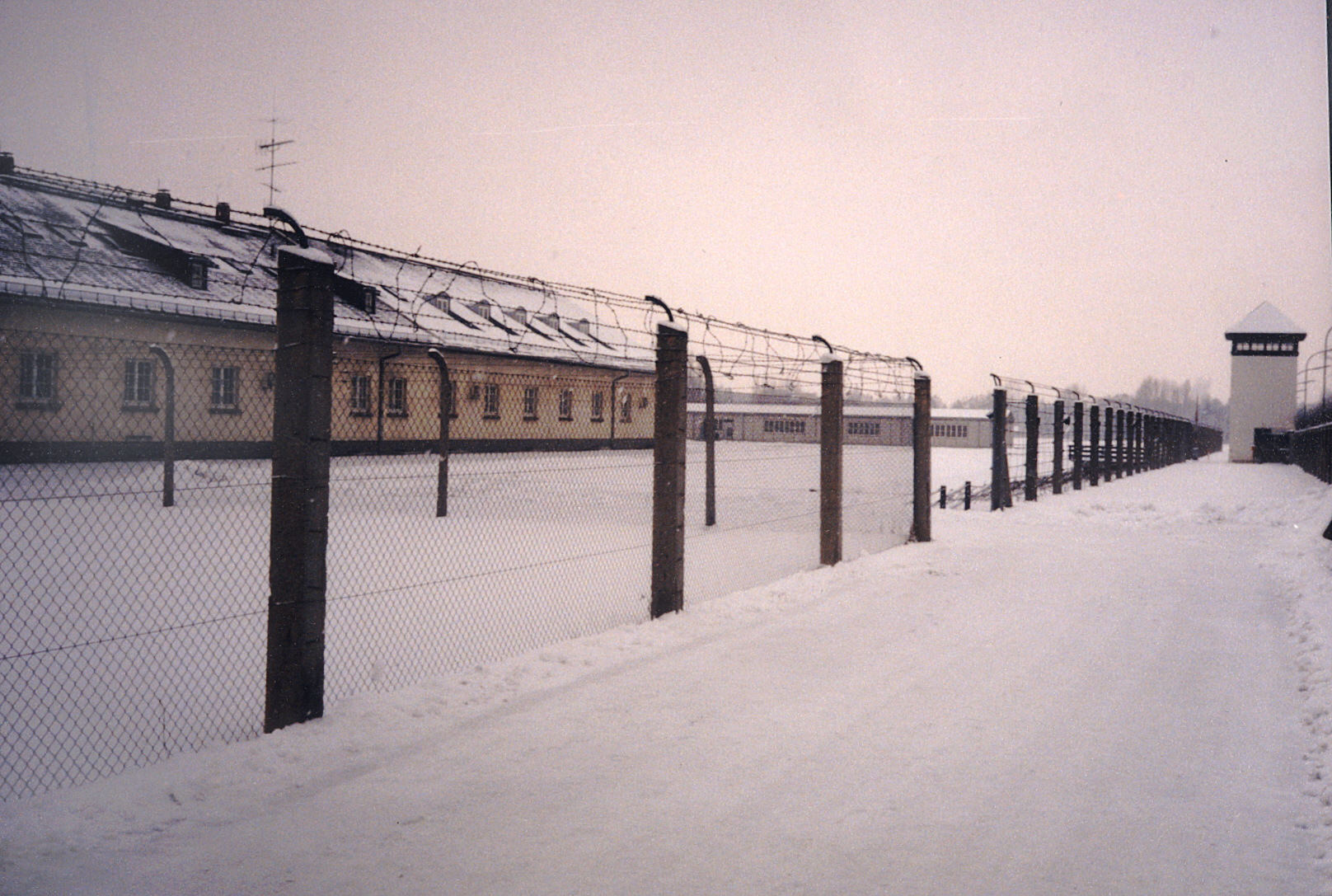
ドイツ・バイエルン州ダッハウに置かれたダッハウ強制収容所。

強制収容所（きょうせいしゅうようじょ、独: Konzentrationslager、コンツェントラツィオンスラーガー、一般にKZ（カーツェット）と略、管理者である親衛隊 (SS) は公式にKL（カーエル）と略）は、ナチス党政権下のドイツがユダヤ人、反ナチ分子、反独分子、エホバの証人、政治的カトリック、同性愛者、ソ連捕虜、常習的犯罪者、アフリカ系住民、「反社会分子」（浮浪者、ロマ、労働忌避者など）といった者たちを収容するために、ドイツ本国および併合・占領したヨーロッパの各地に設置した強制収容所である。

## 強制収容所の歴史

### 強制収容所創設の背景
1932年にヴァイマル憲法下のドイツで行われた二度の国会選挙で、第一党を確保した国民社会主義ドイツ労働者党（以下ナチ党）の党首アドルフ・ヒトラーは、1933年1月30日にパウル・フォン・ヒンデンブルク大統領よりドイツ国首相に任命された。
ヒトラー首相は、首相に就任するやただちに反ナチ党勢力の弾圧に乗り出した。1933年2月4日には早くもヒンデンブルク大統領に「ドイツ民族保護のための大統領令」を出させて、ヴァイマル憲法によって認められていた言論の自由や政治集会の自由などの国民の権利をいくつか停止し、反ナチ党的言論の取り締まりを開始した。
続いて国会議事堂放火事件後の1933年2月28日に「ドイツ国民と国家を保護するための大統領令」を出させて、国民の権利停止の範囲を拡大し、人身の自由や私有財産権などの国民の権利を停止させた。またこの大統領緊急令に「公共秩序を害する違法行為は強制労働をもって処する」という条文が出てくる。「強制収容所(Konzentrationslager)」という言葉や「保護拘禁(Schutzhaft)」という言葉は出てこないが、この大統領緊急令が反ナチ党勢力を保護拘禁して強制収容所へ送り込む法的根拠となった。ちなみにこの大統領緊急令はヴァイマル憲法第48条が非常時には憲法を停止することを認めていたことに準拠していた。
ドイツ共産党とドイツ社会民主党は反ナチ党勢力の代表格であり、「ナチ党にとっては」真っ先に弾圧すべき者たちであった。しかし彼らを「犯罪者」として刑務所に投獄するには裁判で有罪判決を下す必要がある。裁判では不確実なうえに時間がかかる。そこで「犯罪者」ではなく「潜在的な危険分子」として保護拘禁して強制収容所に収容することとしたのである。

### 初期の強制収容所（1933年‐1934年）
初期のナチス強制収容所は人種だけを理由とした収容は無く、共産党や社民党など左翼の政治家・活動家が被収容者のほとんどであった（結果的にその中にユダヤ人がいるということはあった）。なおユダヤ人が「ユダヤ人である」という理由だけで強制収容所に入れられるようになったのは戦時中のことである。またこの頃の強制収容所はあくまで再教育して社会復帰させることが主眼であったので、収容所の環境は必ずしも劣悪ではなく、左翼思想さえ捨てれば出られる見込みは十分にあった。

#### プロイセン

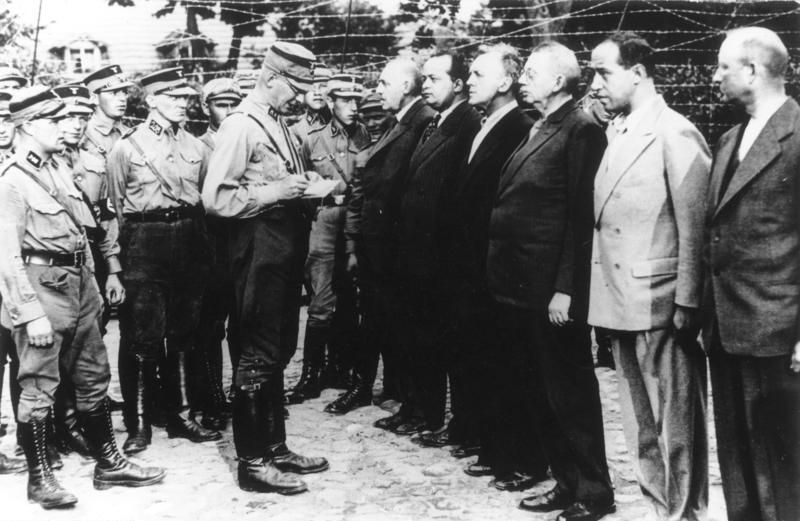
1933年、オラニエンブルク強制収容所。看守の突撃隊隊員に尋問される囚人のドイツ社民党の政治家達。

ヒトラー首相は右腕であるナチ党幹部ヘルマン・ゲーリングをプロイセン州内相に任命した。
当時プロイセン州は州都ベルリンを中心にドイツ社民党やドイツ共産党をはじめとした左翼が多く、特にベルリンは「赤いベルリン」などと揶揄されているほどの左翼天国であった。ゲーリングは、州の秘密警察組織を整備して州秘密警察（略称ゲシュタポ）を創設し、ルドルフ・ディールスをその局長に任じた。さらにドイツ共産党の仕業とされた国会議事堂放火事件の翌日の2月28日に大統領緊急令が出るや、ゲーリングは共産党員4000人の保護拘禁の逮捕を命じた。この命令により3月から4月にかけて2万5000人以上の左翼が逮捕されたという。
逮捕にあたったのはプロイセン州正規の警察と補助警察である突撃隊や親衛隊であった。正規の警察によって逮捕された者は警察署や刑務所に収容されたので、それほど無法な扱いは受けなかったという。一方、補助警察である突撃隊や親衛隊によって逮捕された者は、彼らが独自に作った「私設強制収容所」に収容された。これらの多くは空きビルや石炭置き場などを利用した簡易な収容所だったが、ここでは頻繁に残虐行為が行われたという。私設収容所はベルリンを中心に40から60あったと言われる。
保護拘禁による逮捕数が多くなってくると正規の警察が収容先に困るようになった。強制収容所に収容する必要があったが、突撃隊の無法ぶりに眉をひそめていたゲーリングは強制収容所を突撃隊ではなく州の管理下に置きたかった。そこでゲーリングは、ベルリン郊外のオラニエンブルクのオラニエンブルク強制収容所、オランダ国境に近いエムスラント(Emsland)のエステルヴェーゲン強制収容所(KZ Esterwegen)、オスナブリュックのパーペンブルク強制収容所(Papenburg)、メルゼブルクのリヒテンブルク強制収容所(KZ Lichtenburg)、フランクフルト・アン・デア・オーダーのゾネンブルク強制収容所(KZ Sonnenburg)、ポツダムのブランデンブルク強制収容所(KZ Brandenburg)の6つのみを州公認の強制収容所と定めた。ついで1933年8月には突撃隊をプロイセン州の補助警察から外し、さらに10月には保護拘禁で逮捕した者は原則として州公認の強制収容所にのみ収容することを定めた。それ以外の私設収容所は1933年末頃までにあらかた片づけられ、1934年3月には全て解散した。しかし親衛隊と対立を深めたくないゲーリングは、親衛隊の私設収容所コロンビアハウス強制収容所(KZ Columbiahaus)には手をつけず、この収容所は1936年まで存続した。
ゲーリングはニュルンベルク裁判において強制収容所はボーア戦争の際にイギリスが南アフリカに建設した強制収容所(concentration camp)をモデルにしたと証言している。ヒトラーも1941年に「強制収容所の発明者はドイツ人ではない。イギリス人だ。彼らはこの種の方法で諸民族を骨抜きにできると思っている」と述べている。

#### バイエルン

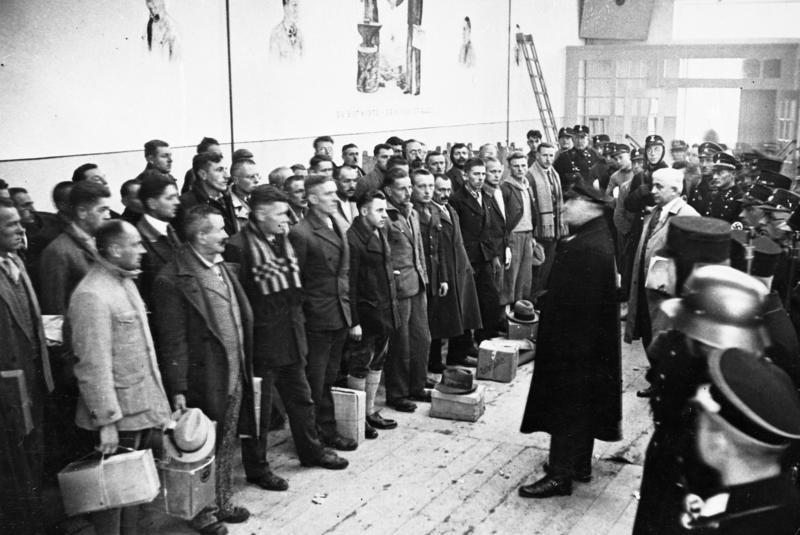
1933年、ダッハウ強制収容所で、クリスマスの「慈悲行動」の一環として、収容者を恩赦している写真。訓示している人物は所長テオドール・アイケと言われる。

一方プロイセン州に次ぐ規模の州であるバイエルン州でも突撃隊員と親衛隊員は保護拘禁した者を私設強制収容所に収容していた。強制収容所の無政府状態を恐れたミュンヘン警察長官ハインリヒ・ヒムラー（親衛隊全国指導者）は、腹心のラインハルト・ハイドリヒ親衛隊上級大佐（当時）に命じて、1933年3月22日にミュンヘン郊外の第一次世界大戦中に火薬工場として使われていた建物と土地を使ってダッハウ強制収容所を設置させた。このダッハウが最初のナチス強制収容所であるとする説もある。ヒムラーとハイドリヒの指揮の下、バイエルン州でも大勢の反ナチ派が保護拘禁されてダッハウ強制収容所へ送られていった。
ダッハウの運営ははじめから親衛隊によって行われた。ヒムラーは1933年6月にダッハウ収容所第2代所長として後に全強制収容所総監となるテオドール・アイケ親衛隊上級大佐（当時）を任じている。アイケは「寛容は弱さのしるし」「国家の敵に憐みを持つ者はSSに値しない。そういう者は我が隊ではなく修道院へ行け」といったことを繰り返し看守に叩き込んだ。またアイケは後に全収容所で採用されることになる強制収容所の組織体制や罰則などをダッハウ強制収容所で最初に制定していった。さらにダッハウ強制収容所の警備部隊を組織したが、これがのちに全強制収容所で警備を行う親衛隊髑髏部隊(SS-TV)となる。
ダッハウ強制収容所は第二次世界大戦でのドイツの敗戦まで存続し、もっとも古い強制収容所（プロイセンのオラニエンブルク強制収容所などは後に廃された）としてドイツとその影響下にある国のすべての強制収容所のモデル収容所となっていった。

### 親衛隊管理下の強制収容所（1934年‐1945年）

#### 戦前期（1934年‐1939年）

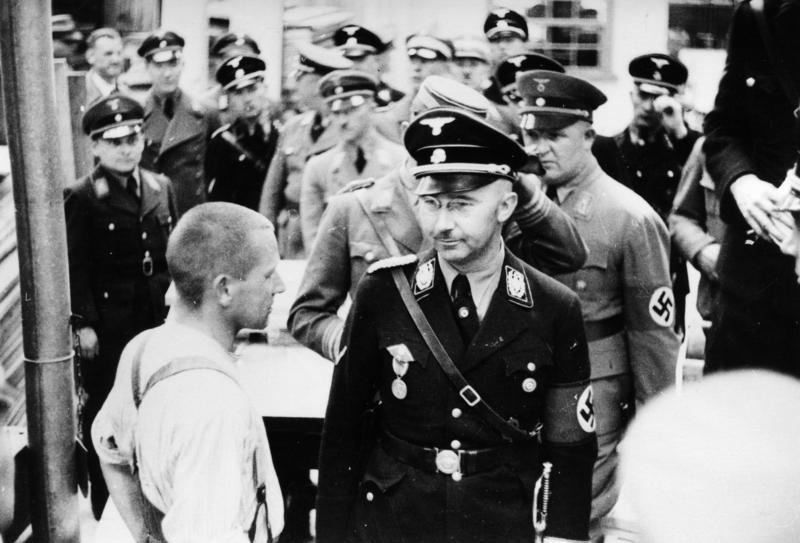
1936年5月8日、ダッハウ強制収容所を視察するハインリヒ・ヒムラー。

1934年4月20日にゲシュタポの指揮権はヘルマン・ゲーリングから親衛隊のハインリヒ・ヒムラーに譲られた。これをきっかけにプロイセン州の各強制収容所もヒムラーがゲーリング以上に大きな影響力を及ぼすようになった。内相ヴィルヘルム・フリックは1934年4月12日と4月26日に「保護拘禁規則」を制定し、保護拘禁の適用範囲や期限などを定めることで保護拘禁の乱用に制限をかけようとした。加えてこの規則は保護拘禁の制度は一時的な処置であっていずれは廃されることを強調していた。しかしながら保護拘禁規則はほとんど守られなかった。1935年春の内務省の幹部のメモには「保護拘禁規則は全く無視されている」とある。そして1938年1月には保護拘禁規則はむしろ保護拘禁の範囲を拡大させる親衛隊に都合のいい内容に改変されてしまった。
1934年6月30日から7月初めにかけて発生した長いナイフの夜事件において突撃隊幹部はヒムラーやハイドリヒら親衛隊幹部の主導の下に粛清された。これがきっかけで突撃隊は凋落し、逆に親衛隊は突撃隊から独立を果たして急速に権力を拡大した。この事件後、全強制収容所の運営権が正式に親衛隊の所管となることが決まった。ヒムラーは早速ダッハウ強制収容所の所長テオドール・アイケを全強制収容所監督官（Inspekteur der Konzentrationslager）に任じ、全ての強制収容所の運営をゆだねた。アイケはダッハウで組織した強制収容所警備部隊を拡張し、各強制収容所に配置した。この警備部隊は1936年3月29日に「親衛隊髑髏部隊」（SS-Totenkopfverbände）の名称が与えられ、アイケは親衛隊髑髏部隊総監（Generalinspekteur der SS-Totenkopfverbände）の肩書も得た。強制収容所監督官および親衛隊髑髏部隊総監（はじめアイケ、後にアウグスト・ハイスマイヤー、リヒャルト・グリュックス）ははじめ親衛隊本部（SS-Hauptamt）に属していたが、親衛隊本部から親衛隊作戦本部(SS-FHA)が独立するとその第一局となった。

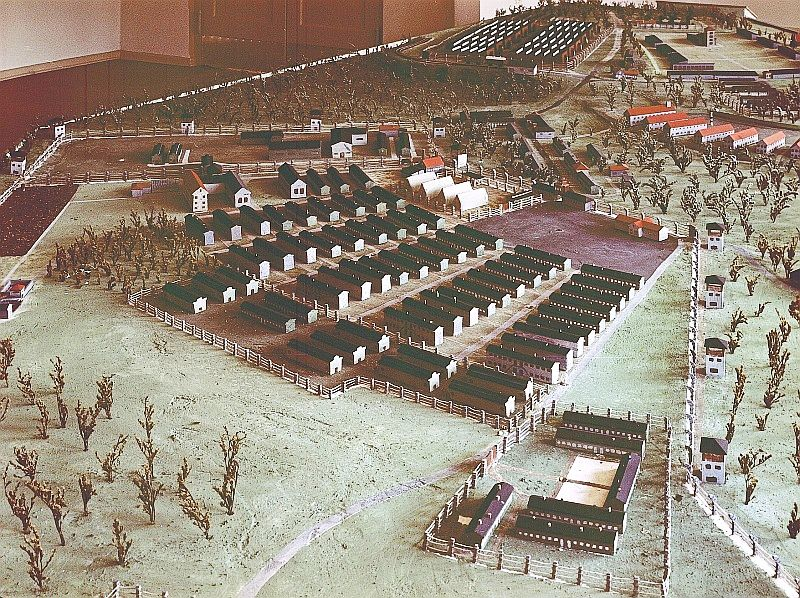
ブーヘンヴァルト強制収容所の模型

1936年にはオラニエンブルクに新たにザクセンハウゼン強制収容所が置かれ、かつてのオラニエンブルク強制収容所だった場所には強制収容所総監および髑髏部隊総監の本部が置かれることとなった。続いて1937年にはヴァイマルの郊外にブーヘンヴァルト強制収容所が置かれた。ダッハウとザクセンハウゼンとブーヘンヴァルトの3つはそれぞれ南ドイツ・北ドイツ・中央ドイツに位置したことから、三大収容所としてドイツ国内の強制収容所の中心的な存在となった。他の中小強制収容所の多くは解体され、その囚人は三大収容所へ移されるか、あるいは三大収容所の外部労働隊（Außenkommando）として組み込まれた。また大収容所は次々と付属の収容所を設置するようになっていた（外部労働隊駐屯地が収容所へ発展した物が多い）。この関係において大収容所は基幹収容所（Stammlager）、付属収容所は外部収容所（Außenlager）と呼ばれていた。さらにオーストリア併合後の1938年にはリンツ郊外にある良質な花崗岩採石場があるマウトハウゼンにマウトハウゼン強制収容所が設置され、オーストリアの中心的収容所となった。また同年のズデーテン地方返還に合わせて、チェコスロバキア国境付近にやはり花崗岩採石場があるフロッセンビュルク(de)にフロッセンビュルク強制収容所を設置した。1939年5月にはフュルステンベルク(de)郊外に女囚専用のラーフェンスブリュック強制収容所が創設され、1939年6月にはハンブルク郊外にノイエンガンメ強制収容所が独立した。

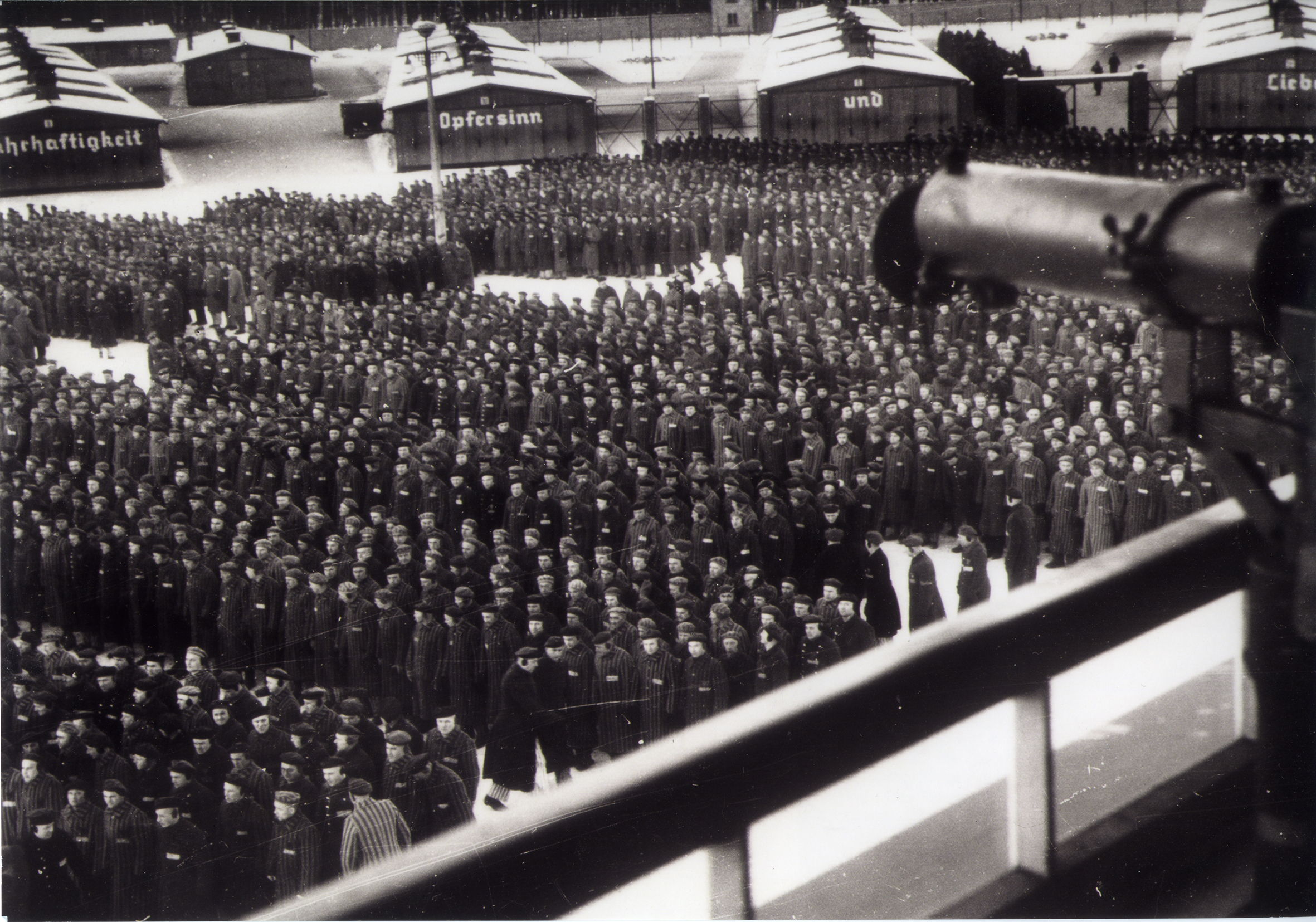
1936年、ザクセンハウゼン強制収容所の囚人点呼。

収容者ははじめ政治犯が中心であった。しかし1935年頃から「予防拘禁(Sicherungsverwahrung)」を受けた「常習的犯罪者」も強制収容所へ送られてくるようになった。ヒムラーがドイツ警察長官になるとその傾向は強まった。さらに1937年には保安警察長官ハイドリヒが「あらゆる反社会分子を片っ端から強制収容所に入れろ」と命令するようになり、同年末にはそれを正当化するために内務大臣より予防拘禁の範囲を拡大して「反社会分子」も対象とする旨の政令が出された。「反社会分子」には暴力団、売春婦、乞食、浮浪者やジプシー（ロマ）のような住所不特定の者、労働忌避者、同性愛者、アルコール中毒者、訴訟を大量に起こしている者、交通規則違反者、絶えず職場に遅刻する者、無断で休暇を取る者、自分の職務以外の仕事を勝手に引き受けている者など広範な者が含まれた。
1938年1月には1934年4月に制定された内務省の「保護拘禁規則」が改定された。保護拘禁の対象は政治的敵対者に限定せず、「その行動が民族や国家に危険を及ぼす者」全てに適用されることとなった。これによりこれまで予防拘禁によって強制収容所へ送られていた「常習的犯罪者」や「反社会分子」も保護拘禁によって連れてこられるようになった。そして保護拘禁の権限はゲシュタポにしかないことが明示された。
1938年半ばからユダヤ人も「反社会分子」とみなされるようになりはじめ、1938年11月9日の水晶の夜事件後には事件で逮捕されたユダヤ人が3万人も一挙に強制収容所に移送されたため、一時は強制収容所の囚人のほとんどがユダヤ人と化した。ただし水晶の夜の際に逮捕されたユダヤ人は国外へ移住することを条件としてほとんどが数週間にして釈放されているため、このときのユダヤ人の囚人の急増は一時的なものだった。ユダヤ人の収容が増えるのはあくまで戦時中である。エホバの証人は早くも1935年頃から保護拘禁によって収容されはじめている。1937年にはエホバの証人のあらゆる教派が強制収容所送りにされるようになった。彼らが反戦思想によって徴兵に応じず、さらに空襲避難訓練にも参加しないことがナチ党政権の癇に障ったとみられる。
親衛隊が強制収容所送りにする者を増加させていた背景には労働力の確保という問題もあったようである。ハイドリヒの1938年6月の命令にそれが明確に表れている。「四カ年計画の完全な実施のためには全ての労働可能な労働力の投入を必要としている。反社会分子が労働を免れることで四カ年計画の達成を妨害することは許されない」。
1937年までは強制収容所の囚人は反ナチ派の政治犯が一番の多数派だったが、1938年と1939年には刑事犯が多数派を占めている。刑事犯が囚人の多数派になったのはハイドリヒが政治警察ゲシュタポとともに刑事警察(クリポ)を所管していたことが関係していると思われる。
第二次世界大戦開戦直前の全ドイツの強制収容所の囚人数は2万5000人ほどであったとみられる。これらの囚人はほとんどが刑事犯か政治犯のドイツ人（オーストリア人含む）であった。

#### 戦時中（1939年‐1945年）

##### 強制収容所

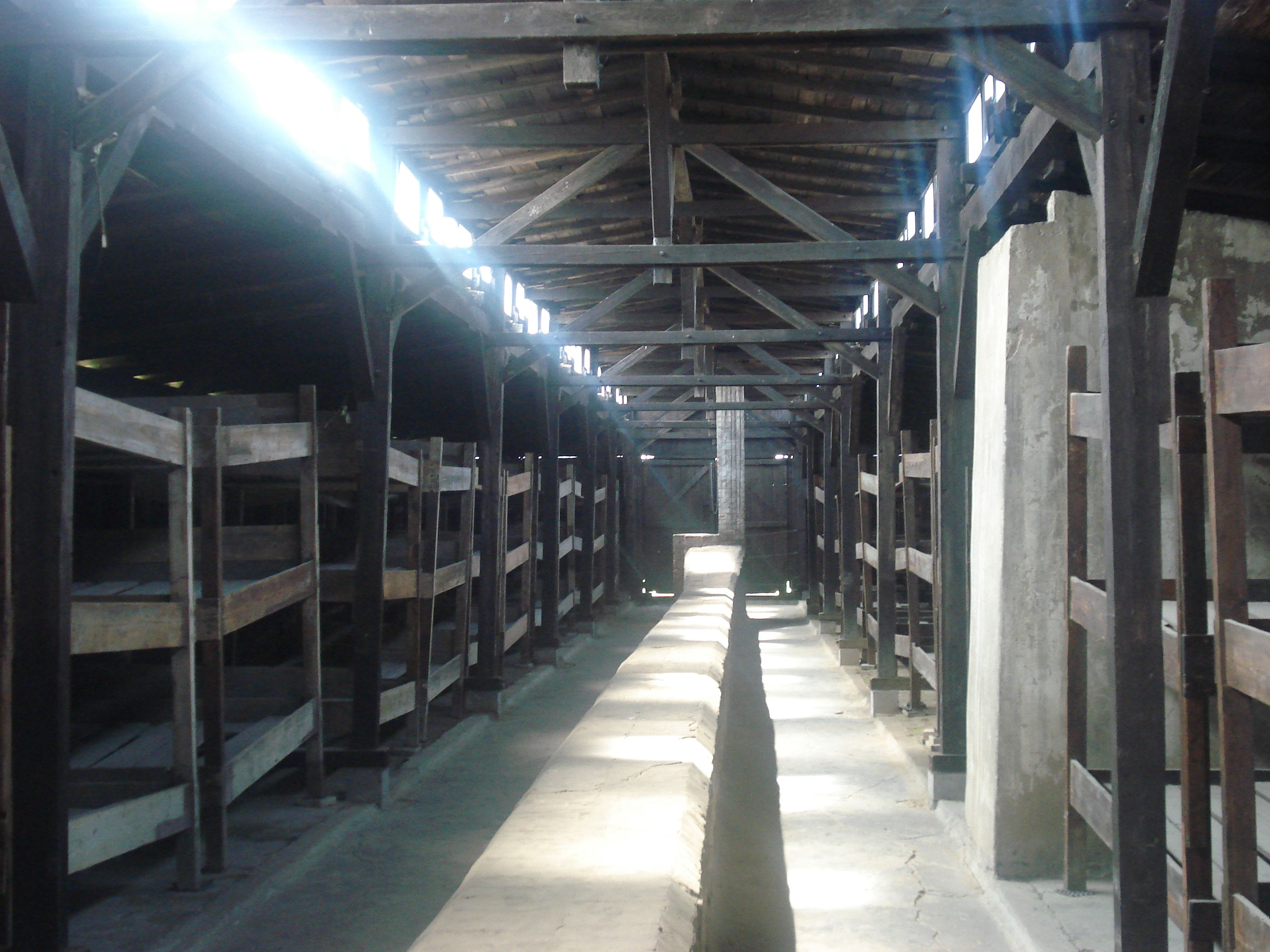
アウシュヴィッツ＝ビルケナウ強制収容所のビルケナウ収容所の囚人バラック

第二次世界大戦中、ドイツはヨーロッパのほぼ全域を占領。占領下のヨーロッパ各地にも強制収容所を次々と建設していった。1939年9月、ポーランド侵攻戦の最中にダンツィヒ郊外にシュトゥットホーフ強制収容所が設置された。1940年4月、ハインリヒ・ヒムラーは、ポーランド侵攻後にポーランドから奪ってドイツ本国領に組み込んでいたアウシュヴィッツ（ポーランド名オシフィエンチム）に巨大強制収容所の建設を命じた。これがナチス強制収容所の中でも最も悪名高いアウシュヴィッツ＝ビルケナウ強制収容所となる。1940年夏にブレスラウ郊外にグロース・ローゼン強制収容所、1941年夏にルブリン郊外にマイダネク強制収容所、1941年秋にフランス・エルザス地方にナッツヴァイラー強制収容所と大規模収容所が次々と設置された。1943年春にはラトビアのリガにカイザーヴァルト強制収容所、ニーダーザクセン州にベルゲン・ベルゼン強制収容所が設置されている。
開戦とともに強制収容所の数が急増したのは、収容せねばならない者の数が急増したためである。まず占領地の反独的な外国人の収容が必要になった。加えてドイツ国内においても戦時中の治安維持のため、反体制分子の収容が改めて徹底する必要があった。一度は釈放した政治犯などが再び収容されたり、兵役に服さない者が狙われて収容されたり、反戦的な聖職者、経済犯や職場放棄者の収容も増えていった。
1941年6月に独ソ戦がはじまるとソ連兵捕虜も大量に強制収容所へ送られるようになった。ソ連捕虜の強制収容所への収容はソ連がジュネーヴ条約に加盟していないことを理由とされた。親衛隊から下等人種とみなされていたスラブ民族（ロシア人やポーランド人、チェコ人など。親衛隊は東方諸民族とも呼んだ。）は絶滅対象であるユダヤ人やジプシーを除けば収容所の中でもっとも劣悪な扱いを受けていた（一方オランダ人・ベルギー人・ノルウェー人・デンマーク人などは同じゲルマン民族とみなされたため、収容所内でも比較的待遇が良く、ドイツ人囚人に次ぐ扱いを受けていた）。
こうして囚人総数は1939年9月の開戦時の2万5000人から1942年3月までには10万人近くまで跳ね上がることとなった。1939年9月から1940年春は収容所の状況が悪化し、どこの収容所でも死者が大量に発生した。収容所数がまだ少ない時期に囚人数が急に増えたことやドイツの食糧事情悪化でそうなっていったのだが、その後、数年間は収容所の状態が落ち着いた。戦争経済に奉仕する労働力となる強制収容所に価値が置かれ、食料も一般国民よりむしろ優先的に支給されたためだった。

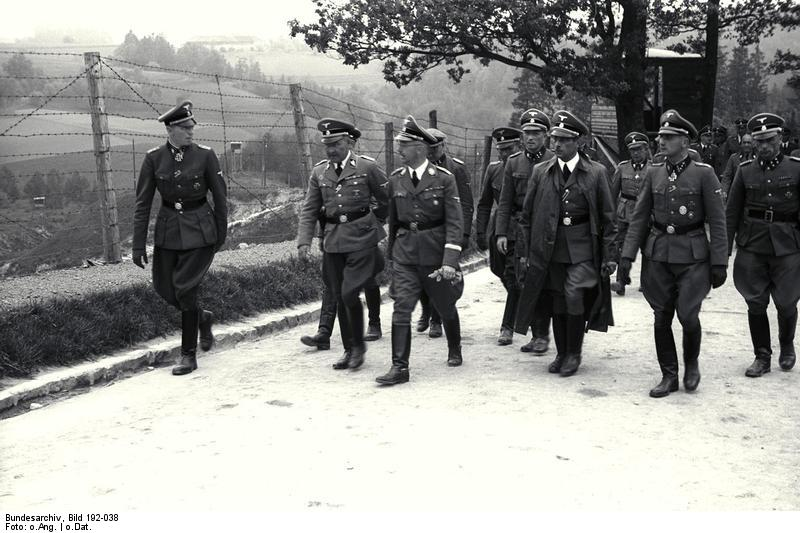
1941年4月、マウトハウゼン強制収容所を視察するハインリヒ・ヒムラー

1940年8月と1941年1月に国家保安本部長官ハイドリヒは強制収容所の格付けを行った。最も罪の軽い者を収容する第一カテゴリー（ダッハウ、ザクセンハウゼン）、重い罪科を犯したが、再教育の見込みのある者を収容する第二カテゴリー（ブーヘンヴァルト、フロッセンビュルク、ノイエンガンメ、アウシュヴィッツ＝ビルケナウ）、再教育の見込みのない重罪者を収容する第三カテゴリー（マウトハウゼン）といった具合に定めた。しかし実態をあまり反映していない区分であり、このようなカテゴリーが設けられたのはさも強制収容所がまともな犯罪者隔離施設であるかのように見せかけるためのカムフラージュではないかという説もある。
また1942年初めには、イギリスのBBCはラジオで「ユダヤ人がヨーロッパ内部の強制収容所に送られ、多数が殺害されている」と報じているが、同じ連合国のアメリカでは、強制収容所の存在については、犯罪者隔離施設であるかのように見せかけるドイツの計画がうまくいったためか、大戦終結まで殆ど報じられぬままであった。
1942年3月16日をもって強制収容所監督府は親衛隊作戦本部指揮下からオズヴァルト・ポールの親衛隊経済管理本部(SS-WVHA)のD局に移行した。この編成変えは総力戦体制が強まる中、強制収容所の役割は危険分子の隔離の面よりも奴隷労働力の供給源としての側面の方が注目されるようになったことを示している。囚人労働力が重視されるに従って長時間の点呼、無意味な虐待・処罰などはどんどん制限されていった。また報酬制度も導入され、よく働く囚人には拘禁条件の緩和や食糧、タバコ、金銭などの支給、慰安所の利用許可などの特典が与えられるようになった。
最終的にナチス強制収容所に送り込まれた人の総数を正確に割り出すことは難しいが、推定で800万人から1000万人ほどであろうという説がある。しかしこのうち平均的な常時収容者（ある一定の時点にいつも収容所にいた人々）の数は100万人を超えることはなかったと思われる。
強制収容所の囚人数は1944年以降に急速に伸びた。1943年8月には囚人総数は22万4000人だったが、1944年8月15日には52万4286人、1945年1月15日には71万4211人に達している。ゲットーの親衛隊企業で働いていたユダヤ人たちが続々と付属収容所に収容されるようになったのが原因である。1944年3月31日の段階では基幹収容所の数は20、それに付属する外部収容所は165存在していた。連合国の接近で1945年1月には基幹収容所の数は13に減ったが、外部収容所の数の方は逆に急増して662にもなっている。戦時中の外部収容所の総計は1200にも及ぶといわれる。
解放までの最後の8カ月から4カ月の強制収容所は過密になりすぎて飢餓と伝染病が蔓延して地獄と化していた。

##### 絶滅収容所の建設

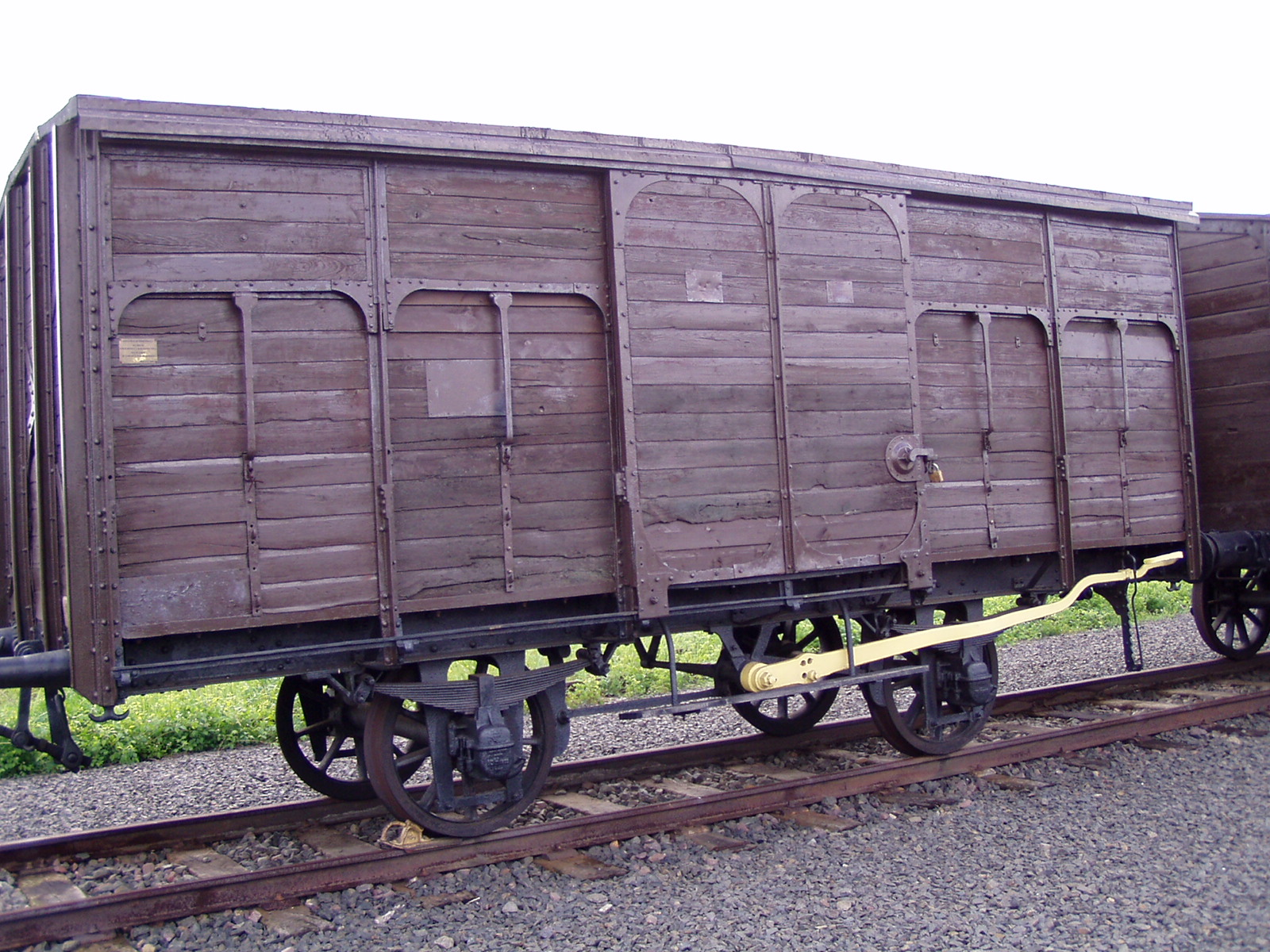
ユダヤ人が詰め込まれた移送列車

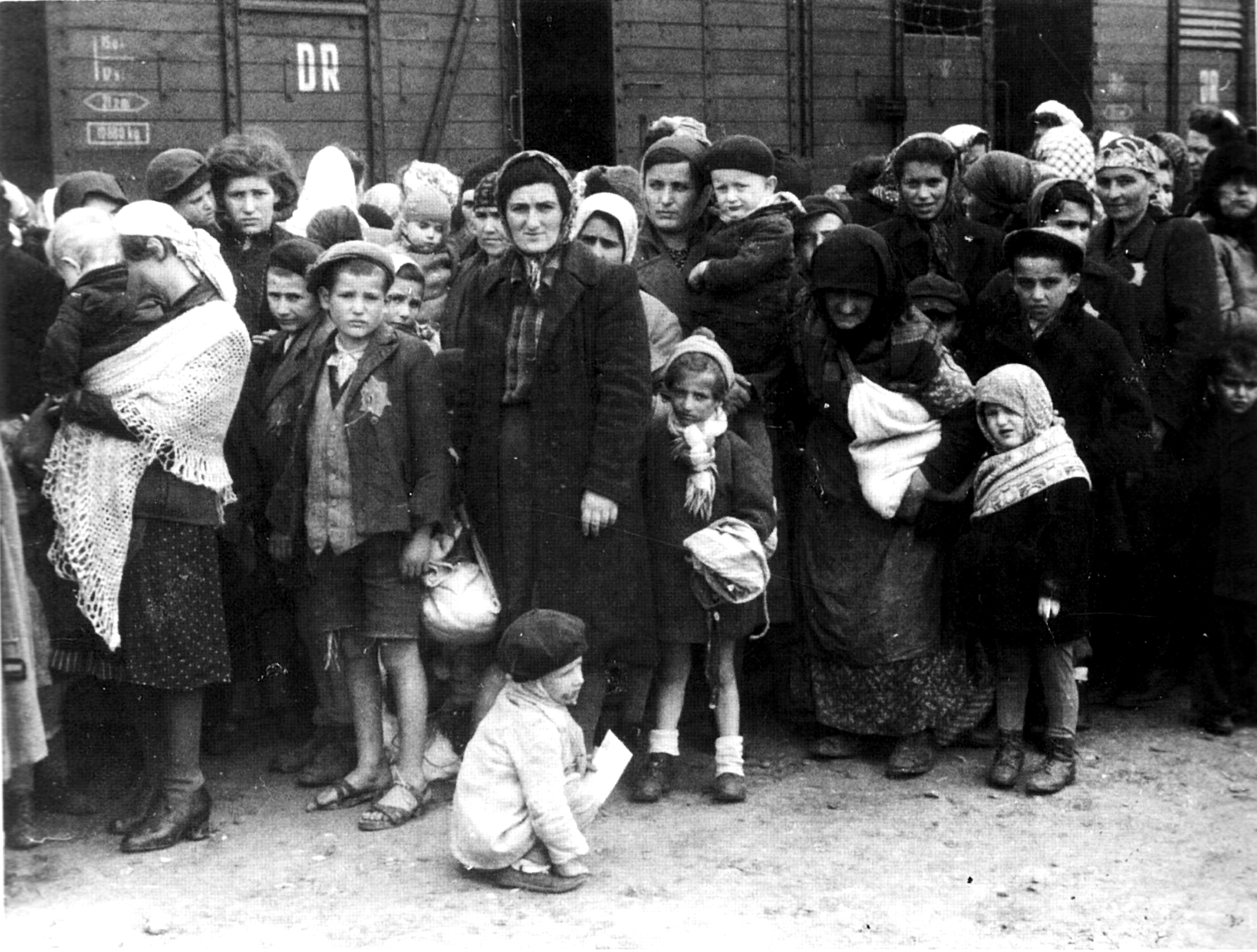
アウシュヴィッツに到着したハンガリー・ユダヤ人達

ヒトラーは1941年には全ヨーロッパのユダヤ人を絶滅させることを決意した。1941年7月31日にはヘルマン・ゲーリングからの文書でラインハルト・ハイドリヒが「ユダヤ人問題の最終的解決」の委任を受けている。またゲシュタポのユダヤ人課課長アドルフ・アイヒマンによると1941年夏の終わりに彼はハイドリヒに呼び出され「私は今ちょうど親衛隊全国指導者のところから戻ってきたところだ。総統はユダヤ人の肉体的抹殺を命令された」と通達されたという。アウシュヴィッツ＝ビルケナウ強制収容所所長ルドルフ・フェルディナント・ヘスによると1941年8月に親衛隊全国指導者ハインリヒ・ヒムラーに呼び出され、ヒトラーがユダヤ人絶滅を決定したことを告げられたという。そして1942年1月20日にハイドリヒが主催したヴァンゼー会議において「ユダヤ人問題の最終的解決」が正式に宣言された。
ヒトラーの意思を実現するためにヒムラーは絶滅収容所（Vernichtungslager、ファアニヒトウングスラーガー）の建設を開始させた。絶滅収容所には大きく分けて二種類あった。一つは親衛隊経済管理本部の管轄下になく、強制収容所（Konzentrationslager）とは別物の収容所である。もう一つは強制収容所に絶滅収容所の役割が加えられた親衛隊経済管理本部管轄下の収容所である。前者はただひたすら殺戮のみを行う純然たる絶滅収容所であるが、後者は強制収容所と絶滅収容所の役割を併せ持っていたので、選別が行われていた。選別によって労働不可と判断された者はガス室へ送られたが、労働可能と判断された者は労働力としての価値がなくなるまでは生存を許され、収容所の中で働かされていた。この節では後者について取り扱う。前者については下の節を参照。
強制収容所と絶滅収容所の役割を兼ね備えた強制収容所は2つ存在した。アウシュヴィッツ＝ビルケナウ強制収容所とマイダネク（ルブリン強制収容所）である。マイダネクはポーランド総督府領内のルブリン地区およびワルシャワ地区、ならびにフランスから送られてくるユダヤ人・ジプシーの殺戮を担当していた。一方アウシュヴィッツは地域が限定されず、全ヨーロッパから送られてきたユダヤ人・ジプシーを殺戮していた。
1941年8月にヒムラーは、アウシュヴィッツ＝ビルケナウ強制収容所所長ルドルフ・ヘスをベルリンの親衛隊本部に召集し、アウシュヴィッツ強制収容所をユダヤ人殺害センター、すなわち絶滅収容所にすることを命じた。ヘスはアウシュヴィッツに戻るとただちにソ連兵捕虜を使ってチクロンBのガス実験を行った。チクロンBは一酸化炭素よりも手っ取り早く確実であると判断してこれを毒ガスに使うこととした。
1941年10月からアウシュヴィッツでユダヤ人のガス処理が開始された。1942年には双子収容所のビルケナウ強制収容所にもガス室が置かれ、こちらがアウシュヴィッツ＝ビルケナウ強制収容所のガス殺の中心となっていく。アウシュヴィッツの犠牲者数は今日に至るまで確定しておらず、諸説あるが、専門家の推定は多くはアウシュヴィッツでガス殺されたユダヤ人を100万人から150万人の間ぐらいであろうと見ている。ただしアウシュヴィッツは絶滅収容所であるだけでなく、強制労働収容所でもあり続け、ガス室に送られずとも「労働を介しての絶滅」させられたユダヤ人が多数いる。一方マイダネクで絶滅させられたユダヤ人の数はラウル・ヒルバーグによれば5万人であるという。また、フランクルによると、ナチスの絶滅収容所により、ヨーロッパのユダヤ人の3分の2以上が殺害されたという。

### 解放

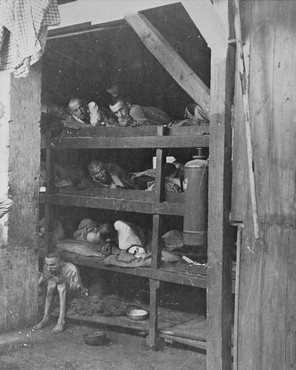
1945年4月、米軍が解放した際に撮影されたブーヘンヴァルト強制収容所の囚人たち。

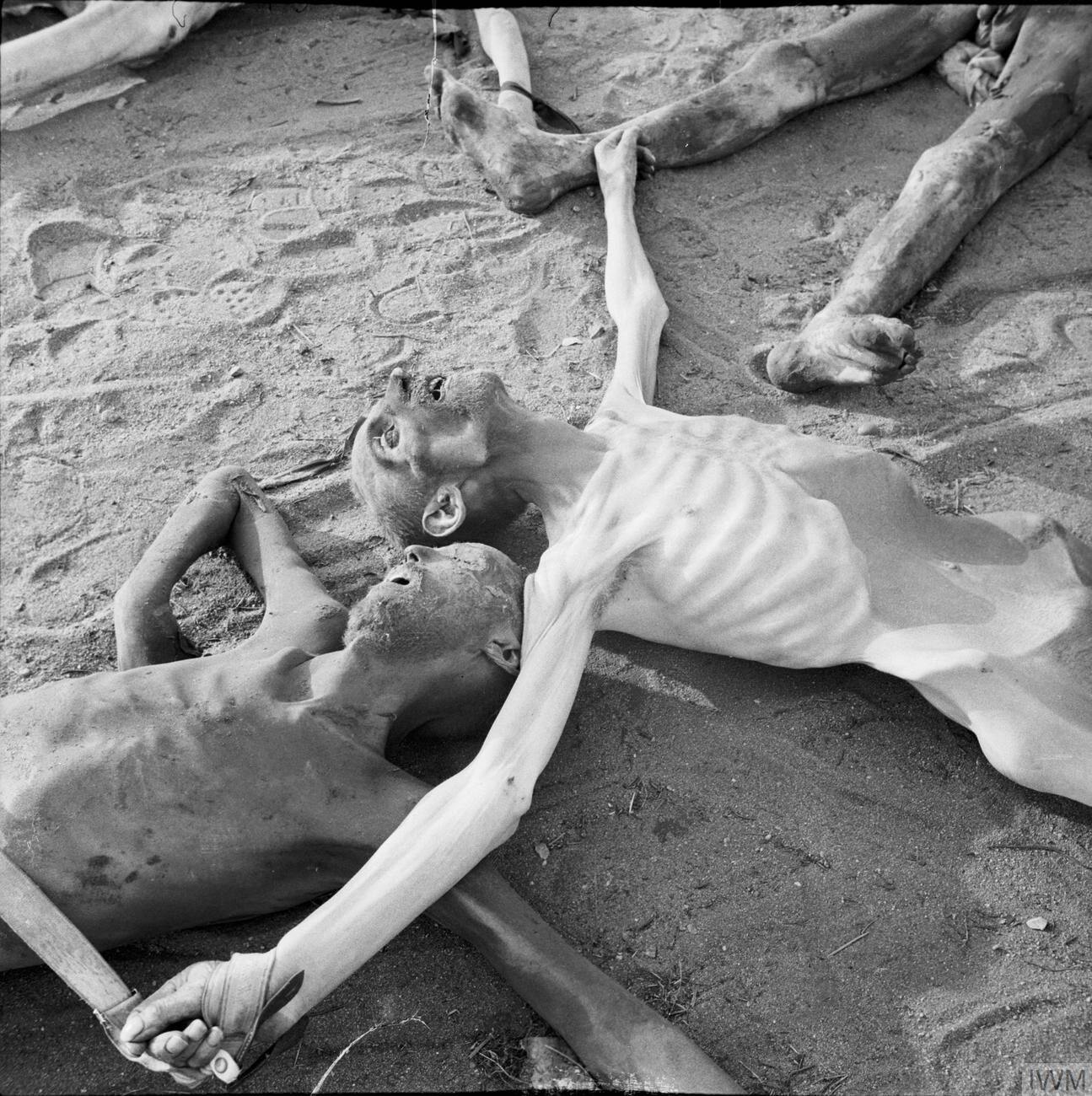
1945年4月、英軍が解放した際に撮影されたベルゲン・ベルゼン強制収容所の囚人の遺体。

1944年から1945年にかけて強制収容所はアメリカ軍、イギリス軍、ソ連赤軍によって次々と解放されていった。
最初に解放された強制収容所はマイダネクだった。1944年7月23日に赤軍がここに到着したのだった。しかしこの時すでにマイダネクの囚人はアウシュヴィッツへ移送されており、ほとんどいなくなっていた。ソ連の通信員は次のように報道している。「私はマイダネクで今まで見たことのないおぞましい光景を見た。ヒトラーの悪名高き絶滅収容所である。ここで50万人以上の男女、子供が殺された。これは強制収容所などではない。殺人工場だ。ソ連軍が入った時、収容所は生ける屍になった収容者が1000人程度が残されているだけだった。生きてここを出られた者はほとんどいなかったのである。連日のように何千人もの人が送り込まれてきて残忍に殺されていったのだ。ここのガス室には人々が限界まで詰め込まれたため、死亡したあとも死体は直立したままであった。私は自分の目で見たにもかかわらずいまだに信じられない。だがこれは事実なのだ。」。ソ連はマイダネクの撮影を行ってアメリカやイギリスにそのフィルムを送ったが、このフィルムはドイツ人はもちろんアメリカ人やイギリス人も共産主義者のプロパガンダとみなした。続いて1945年1月27日にソ連軍はアウシュヴィッツ強制収容所に到着した。アウシュヴィッツもすでに撤収済みであり、アウシュヴィッツに残っていたのは衰弱して歩けない囚人7000人程度だった（歩ける者は死の行進で別の収容所へ歩かされていた）。マイダネク解放の宣伝効果があまりなかったせいか、ソ連はアウシュヴィッツ解放を当初あまり宣伝しなかった。1945年5月頃になってようやくアウシュヴィッツについての宣伝を行う様になった。
1945年4月11日にはアメリカ軍がブーヘンヴァルト強制収容所を解放した。激戦を潜り抜け、多少の悲惨さでは驚かなくなっていたアメリカ兵たちもブーヘンヴァルトの惨状には言葉を失った。収容所内に散乱した死体が4月の日差しで腐臭を放ち、生存者も骸骨のようにやせ細っていた。あるアメリカ兵は「軍隊生活で嫌になるほど死体を見てきたが、薪のように積み上げられた死体を見たのは初めてだった。死体の山は6メートルにわたり、手がなんとか届く高さにまで山積みにされていた。まるで薪が積み上げられているみたいだった。」と書いた。ブーヘンヴァルトの惨状を見たジョージ・パットン将軍は激怒し、憲兵たちにワイマール市民2000人をブーヘンヴァルトに連行してくるよう命じた。連行されてきたワイマール市民たちに対してパットン将軍は「人間が同じ人間に対して行ったこの驚くべき残虐行為の証人になれ」と命じ、収容所の中を見させた。続いて4月29日にアメリカ軍はダッハウ強制収容所を解放した。アメリカの従軍記者は「ダッハウはアメリカがこの戦争を戦った理由である。殺戮された犠牲者たちの血の臭いが地面にしみ込んでいる。ダッハウはドイツの歴史の汚点として永遠に残るだろう」と書いた。しかしダッハウでアメリカ兵たちは冷静さを失い、看守のSS隊員に対して虐殺を行った。SS隊員たちを殴りつけて囚人たちの前に引きずり出し、囚人たちに殺すか殺さないかを決めさせ、殺すことに決まったSS隊員はアメリカ兵たちによって銃殺された。
1945年4月15日にはイギリス軍がベルゲン・ベルゼン強制収容所を解放した。ベルゲン・ベルゼンは伝染病と飢餓が蔓延して悲惨な状況だった。この収容所では数ヶ月前に『アンネの日記』を書いたユダヤ人少女アンネ・フランクが死亡していた。イギリス人将校は「誰もがこの場所に来て、彼らの顔を、歩き方を、弱りきった動きを見るべきだと思う。一日に300人ものユダヤ人が死んでいくが、彼らを救う手立ては何もない。もう手遅れだったのだ。小屋の側にはたくさんの死体が転がっている。囚人たちはせめて太陽の下で死のうと小屋から最後の力を振り絞って出てくる。私は最後の弱々しい「旅」をする彼らの姿を見ていることしかできなかった。」と書いた。イギリス軍も地元のドイツ住民を連行してくると彼らに収容所の状況を見させた。イギリス軍は彼らに「貴方たちがこれからここで見る物はナチが犯した釈明しようもない犯罪の証拠である。連合国がナチを根絶するためにいかなる手段をとろうとも、それは正当化される。貴方達がこれからここで見る物はまさにドイツ国民の恥辱であり、ドイツという国名を文明国の中から抹消しなければいけないほどのものである。」と通告した。

### ドイツ降伏後
ナチス党本部にあったハーケンクロイツが爆破された後、今度は連合軍（米英仏ソ）によるドイツ軍捕虜の収容の手段として、また、ドイツ人追放の一環として、かつての欧州枢軸軍占領国に居たドイツ人民間人（民族ドイツ人）の多くが、各地の強制収容所に収容されることになった。これらの連合軍によるドイツ軍捕虜や、かつての被占領国による民族ドイツ人民間人の強制収容による人的被害は、一部の著名な事件（アイゼンハワー大統領が主導したライン河畔収容所、チェコのズデーテン地方における民族ドイツ人の大量虐殺など）を除いては、明らかにされていない。単にドイツ降伏後に約100万人ほどのドイツ軍捕虜と、各地の民族ドイツ人約200万人が死亡または行方不明になったと言う統計の中に含まれるのみである。
このようなドイツ人に対する処遇は、戦後の混乱期、米ソ冷戦が激化し、ドイツの西側占領地区（西ドイツ、西ベルリン）を反共防波堤として仕立てあげる必要に西側諸国が迫られるまで続いた。

## 収容所の組織体制

### 看守
1934年以来、すべての強制収容所は、強制収容所監督官の管轄下にあった。テオドール・アイケ、後にリヒャルト・グリュックスが強制収容所監督官に就任した。強制収容所監督官府ははじめ親衛隊本部(SS-HA)に属していたが、親衛隊本部から親衛隊作戦本部(SS-FHA)が独立するとそちらに移され、ついで1942年3月16日には親衛隊経済管理本部(SS-WVHA)のD部集団として再編された。
各強制収容所には、司令部（Kommandantur）があり、その下に司令部幕僚部（Kommandanturstab）と保護拘禁収容所指導部（Schutzhaftlagerführung）があった。これらの部局外に収容所の警備を行う監視隊（Wachmannshaften）があった。

#### 司令部

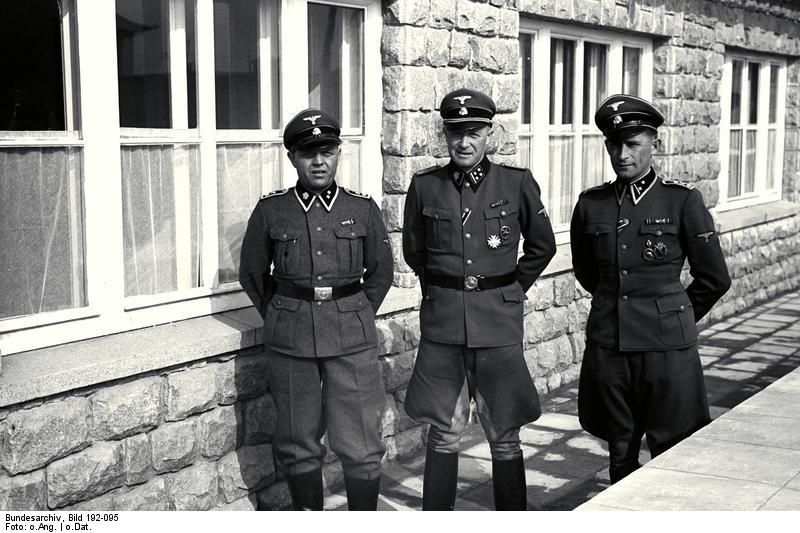
マウトハウゼン強制収容所所長フランツ・ツィライス親衛隊中佐(当時)と部下の看守たち。

収容所全体のトップは、司令部の長である所長（司令官）（Kommandant）である。所長は強制収容所の絶対的支配者であり、強制収容所監督官に対してのみ責任を負った。大きな収容所では所長は親衛隊上級大佐から親衛隊少佐ぐらいの階級の者たちが多い。大抵は親衛隊大佐か親衛隊中佐であった。分所など小規模な収容所には下士官の所長もみられる。所長には副官（Adjutant）がつけられており、副官が所長の命令が収容所全体で実行されるよう万事の手配をした。また所長の指揮下にない収容所監視隊との連絡役も副官が務めた。

#### 司令部幕僚部（管理部）
司令部幕僚は司令部に属する。管理部ともいう。そのトップは管理指導者（Verwaltungsführer）である。この職位にある者が食糧や被服など収容所の経理事務のすべてを預かっていた。業務の範囲が広いため、大きな収容所では管理指導者には10人近い下士官が補助要員としてつけられていた。

#### 保護拘禁収容所指導部
保護拘禁収容所指導部も司令部に属する。「保護拘禁収容所(Schutzhaftlager)」とは囚人が収容される区域を指す。その長である保護拘禁収容所指導者(Schutzhaftlagerführer)は収容所所長の指揮の下に囚人を直接に管理した。保護拘禁収容所指導者は3名まで増やすことができ、一日交代で勤務にあたった。親衛隊大尉から親衛隊少尉ぐらいの階級の者が務めた。

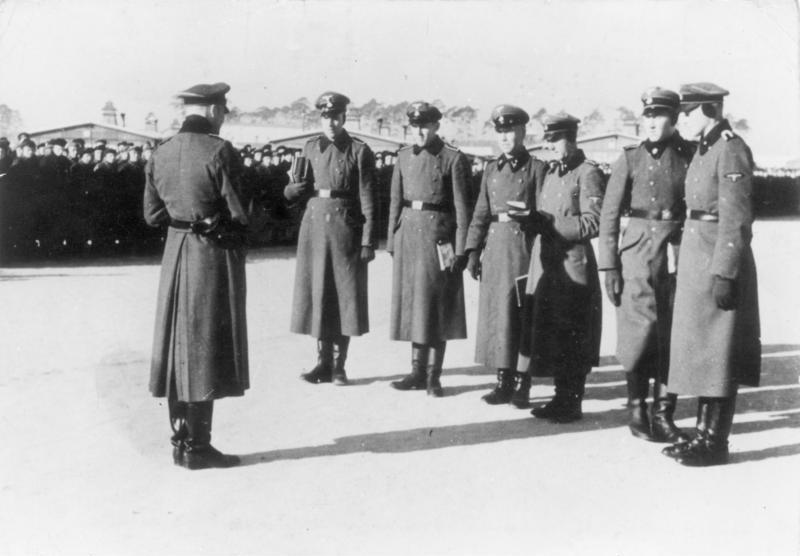
1936年、ザクセンハウゼン強制収容所。
ブロック指導者（Blockführer）達から各ブロックの点呼の報告を受ける連絡指導者（Rapportführer）

保護拘禁収容所指導者の下には連絡指導者（Rapportführer）がいた。囚人の状態などを保護拘禁収容所指導者に報告し、また保護拘禁収容所指導者の命令が保護拘禁収容所において遂行されているか監督するのが役割だった。連絡指導者は抑留者の状態を正確に把握している必要があったため、ゲシュタポの出先機関である「政治局」とは別に抑留者内にスパイを放っていた。連絡指導者はたいてい2名おり、交代で務めた。連絡指導者には親衛隊曹長階級の者が就任するのが通常だった。
連絡指導者の下にはブロック指導者（Blockführer）がいる。彼らがそれぞれのブロックの囚人を直接管理した。ブロック指導者は一人につき、大体2個か3個のブロックを担当した。親衛隊軍曹、親衛隊伍長、親衛隊兵長ぐらいの階級の者が多かった。囚人に最も身近に接する役職であり、囚人たちの命にほとんど無制限の権利を有したため、数々の残虐行為を起こした。ブロック指導者は戦前は親衛隊髑髏部隊(SS-TV)から選ばれていたが、戦中には収容所職員が就任した。
囚人の労働を監督したのが、労働指導者（Arbeitsdienstführer）だった。戦時中、強制収容所の奴隷労働力が重視されるにしたがってその権限は大きくなり、1942年には労務指導者の上位職として労働配置指導者(Arbeitseinsatzführer)が置かれた。どの囚人に何の労働をさせるかは彼らによって決定された。囚人を危険な労働に配置転換させる権限を有したため、彼らも囚人の生死にかなり関与することが多かった。
その下で囚人の労働を直接に取り扱ったのが、作業班指導者（Kommandoführer）である。彼らもブロック指導者と並んで直接に囚人と関与し、その生命に無制限の権利を有していた。しかし作業班が増えてくると作業班の指揮は囚人職のカポにゆだねられることが多くなった。

#### 政治局
各収容所内には政治局（Politische Abteilung）という部署が置かれていた。これは収容所の機関というよりゲシュタポの出先機関である。
名目上はこれも所長の司令部に属していたのだが、実態はほとんど独立していた。強制収容所の日常の運営は強制収容所総監（すなわち、その部下である各強制収容所所長）にゆだねられていたが、強制収容所の囚人の収容と釈放と裁判に関してはゲシュタポに決定権があったため、収容所内にもゲシュタポの機関が存在する必要があったのである。また収容所内部の地下活動（抵抗組織、サボタージュ、脱走計画、外部との接触など）を取り締まる役職でもあった。そのため収容所の囚人をわずかな特権を見返りにスパイにしたてあげて、収容所内にスパイ網を築いていた。
政治局はしばしば突然スピーカーで囚人を呼びだして拷問を行ったという。個々の囚人も身元や経歴を記載した個人カードも政治局が所管していた。

#### 監視隊
収容所の警備を担当する親衛隊髑髏部隊(SS-TV)は、各収容所に警備を行う部隊として監視隊（Wachmannshaften）を配置していた。この監視隊は親衛隊髑髏部隊の指揮官の指揮下にあり、収容所所長の指揮下にはなかった。なお戦前期にはブロック指導者と作業班指導者も親衛隊髑髏部隊から出されることになっていたが、開戦後には収容所職員から出されることになった。
監視隊は監視塔に登っての収容所内の警備、作業班の作業場の警備などを担当した。
髑髏部隊は開戦とともにほとんどが第3SS装甲師団「髑髏」に編成されて出征した。代わりに強制収容所の警備を行う部隊として一般親衛隊の予備隊(Reserveabteilung)や壮丁隊(Stammabteilung)を使って親衛隊髑髏大隊(SS-Totenkopf-Sturmbann)が編成された。この隊には後に外国人（ウクライナ人、クロアチア人、ロシア人、ルーマニア人など）の補助兵も続々と編入された。
戦争後期には監視兵がほとんど外国人になってしまい、収容所内に存在した人種ヒエラルキーに基づき、監視兵よりドイツ人囚人の方が重んじられるといった事態も発生していた。

### 囚人

#### 囚人のカテゴリ

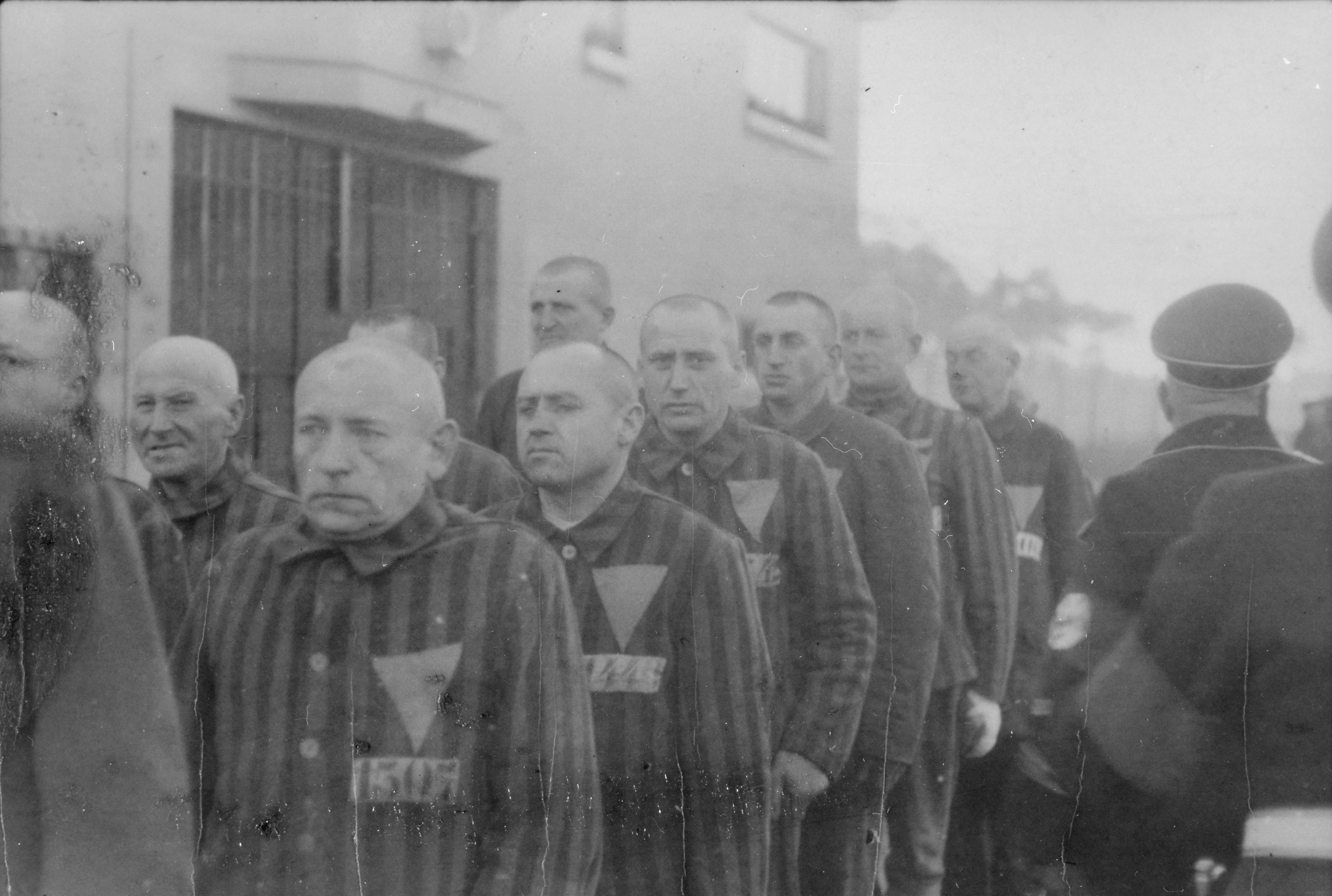
1938年、ザクセンハウゼン強制収容所の囚人。

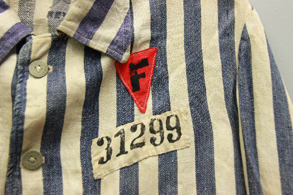
ブーヘンヴァルト強制収容所の囚人服。Fの字の入った赤。すなわちフランス人政治犯の物である。

強制収容所の囚人は服にバッジを縫いつけてなければならなかった。左胸と右のズボンに縫いつけられた。バッジは色つきの三角形で表された。また三角形の下に囚人番号も入れられたが、アウシュヴィッツのみ囚人番号を左腕に入れ墨で入れていた。
赤色の逆正三角形は政治犯、緑色の逆正三角形は刑事犯、紫色の逆正三角形はエホバの証人、黒色の逆正三角形は反社会分子(労働忌避者、浮浪者、ロマなど)、ピンクの逆正三角形は同性愛者を示した。なおロマ（当時はジプシー）は一時期茶色の逆正三角形をつけていた。
ユダヤ人の場合は黄色い正三角形を加え、収容理由の色の逆正三角形を加え（ユダヤ人と言うだけで収容所に入れられたものは黄色い逆正三角形）、ダビデの星の形になるようになっていた。ユダヤ人という理由だけで収容されたユダヤ人とはつまり「最終解決」のために絶滅収容所へ連れてこられた「移送ユダヤ人」達である。彼らは選別を受けたが、うち労働不能と判断された者はガス室に送られた。一方で何か他の理由で保護拘禁を受けて収容所に入れられたユダヤ人たちはこの選別を受けなかったのでガス室に送られることはなかった。これはすなわち同じユダヤ人でも「犯罪者」の方が優遇されたことを意味している。この不条理は「アウシュヴィッツのパラドックス」と呼ばれている。
外国人の場合は彼らの出身国名の頭文字が三角形の上に記載された(Fはフランス人、Nはノルウェー人、NLはオランダ人、Pはポーランド人など)。
精神障害者は政治犯に分類されていたので、赤い逆正三角形を付けたが、同時に「バカ」と大きな文字で書かれた腕章も付けることになっていた。時には「私はバカです。」と書かれた板を首に掛けさせられることもあったという。
全ての収容所に全てのカテゴリの者がいるように配分された。同じ傾向の者を一つにすると団結されるのでそれを避けるために「分割支配」を行おうという意図だった。また囚人たちに自分たちが「社会のクズ」であることを認識させ合う意味もあったという

#### 囚人の人種ヒエラルキー
開戦後には強制収容所に様々な国籍の者が収容されるようになった。ダッハウ強制収容所やブーヘンヴァルト強制収容所の囚人の国籍は32カ国以上に及んだという。収容所が多国籍化すると人種ヒエラルキーが生まれた。直接的には親衛隊の人種差別意識が作り出したものであるが、囚人間の差別意識に支えられたものでもあった。
ナチス強制収容所の人種ヒエラルキーの最下層は、絶滅対象のユダヤ人とジプシーを別にすれば、ポーランド人、チェコ人、ロシア人などスラブ民族であった。スラブ民族はナチスの言う「劣等人種」（en）の典型であった。スラブ人の中でもとりわけソビエト連邦に属する者は劣悪に扱われた。
ついでイタリア人などラテン民族が低く扱われた。フランス人の地位も低かった。一方でオランダ人、ベルギー人、ノルウェー人、デンマーク人などゲルマン民族はたとえ反ナチ主義者であってもかなり寛大に扱われた。そしてゲルマン民族の中でも頂点の位置するのは、もちろん「支配人種」（en）たるドイツ人である。ドイツ人囚人はドイツ人であるというだけで「収容所の貴族」であるようなものだった。ドイツ人囚人には楽な労働、豊富な食料、特権的地位、ゆったりとした居住が与えられた。戦争末期にはウクライナ人などスラブ民族だらけになってしまった監視兵よりもドイツ人囚人の方が優遇されていたといわれる。親ナチ派の「下等人種」より反ナチ派の「支配人種」の方が優先されたわけである。

#### 囚人の役職
強制収容所の囚人の中にも管理職が存在した。囚人たちのトップの地位にあったのは親衛隊から任命される収容所古参（Lagerältester）である。収容所古参は初め1人だったが、収容者数が増えてくると3人までに増やされた。親衛隊から信用のある者が任命された。収容所古参の下で個々の囚人移住ブロックの囚人を指導する囚人職がブロック古参（Blockältester）である。ブロック古参は収容所古参の推薦を経て親衛隊が任命した。ブロック古参は各囚人移住家屋ごとに2名から3名の部屋係（Stubendienste）を持ち、彼らを通じてブロック全体の囚人を支配していた。また労働隊においては囚人の中からカポ（Kapo）が任命された。カポは、看守の親衛隊員が就任する労働隊指導者の下で労働隊の他の囚人の監督を行う。大規模な強制収容所では上級カポ（Oberkapo）も設けられた。カポの下には先任労働者（Vorarbeiter）が置かれた。カポは、こん棒で殴りつけるなど他の囚人に懲罰を加えることもできたが、彼らも囚人であるので看守の親衛隊員からは懲罰を加えられることもあった。収容所古参、ブロック古参、カポ、先任労働者は、区別のため収容所指導部の看守から、白い文字の書かれた黒いリボンを左胸に付けさせられた。
このような囚人役職に就ける者はカテゴリや人種により制限されていた。まず人種でいえば、囚人役職に就く道が一番開けていたのは言うまでもなくドイツ人囚人である。しかし意外なことであるが、ドイツ人囚人の次に役職に任命されることが多かったのは「下等人種」スラブ民族のポーランド人であった。この理由としては、ポーランド人にはドイツ語が話せる者が多かったこと、ポーランド人にはドイツ人並みに反ユダヤ主義者が多かったこと、ポーランドは早期に占領された国であったため収容所の中でもポーランド人囚人が古参になっていることが多かったことなどが考えられる。他のスラブ民族のロシア人やチェコ人が役職を得ることはまず無理であった。ユダヤ人も役職を得ることは無理であったが、ユダヤ人のみの収容所では任用例も見られる。
カテゴリで見ると役職に就いた者はほとんどが「赤」（政治犯）か「緑」（刑事犯）である。それ以外のカテゴリの者は役職を得るのはまず無理だった。意外なことに「赤」の中では共産党員が特に重用された。彼らの組織力・秩序維持能力を親衛隊が評価したためであるらしい。特にブーヘンヴァルト強制収容所では共産党員囚人たちが強大な実権を掌握し、他のカテゴリ、あるいは同じカテゴリでも別の党派の囚人たちに迫害を加えていた。

#### 囚人用売春施設
ハインリヒ・ヒムラーがソ連のラーゲリ強制労働所における報奨制度にならって強制労働の生産性を向上させるために構想した。1942年6月にオーストリア、ドイツ、ポーランドにあった強制収容所などに13の強制売春施設を建設した。そのうち9カ所が囚人専用、4カ所は収容所警備のウクライナ人親衛隊員専用であった。被害女性の数は210人と推計され、114人がドイツ人、46人がポーランド人であった。この実証研究によって、これまで流布した「ナチスがユダヤ人女性を強制売春させた」ということには根拠がなくなった。女性たちの平均滞在期間は10ヶ月で、最長34ヶ月であった。食料は親衛隊員待遇で豊富であった。毎晩2時間、6人〜8人の男性囚人を規則に従って受け入れた。

## 類似施設
以下は類似施設である。ただしいずれも親衛隊経済管理本部の管轄になく、原則として強制収容所（Konzentrationslager）とは別物である。しかしこれらの施設も広義の意味で「強制収容所」と呼ばれることもある。

### 強制労働収容所
各地区の親衛隊及び警察指導者が運営していた強制労働のための収容所を強制労働収容所（Zwangsarbeitslager、ツヴァングスアルバイツラーガー）と呼ぶ。
強制労働収容所は強制収容所とちがって統一的な基準がほとんどなかった。
強制労働収容所は主に東ヨーロッパに設置され、ポーランド総督府領には437もの強制労働収容所が設置されていた。ドイツ領東部のポーゼンにも1940年から1941年にかけて約70の強制労働収容所がおかれ、囚人たちはベルリン＝ポーゼン間高速道路の設置作業に駆り出されていた。シュレージエンにもアルブレヒト・シュメルト親衛隊上級大佐が創設した約160の強制労働収容所（これらは「シュメルト機関収容所」と呼ばれた）が置かれていた。
1943年3月には親衛隊経済管理本部が「東方工業有限会社」（de:Ostindustrie GmbH、略称OSTI）を創設し、ポーランド総督府のルブリン地区とラドム地区にあった多くの強制労働収容所を傘下に入れた。
なおスティーヴン・スピルバーグ監督の映画『シンドラーのリスト』で有名になったクラクフ・プワシュフ強制収容所は、強制労働収容所として発足したが、1944年1月に強制収容所に移行した収容所であった。

### 絶滅収容所
ユダヤ人とジプシー（ロマ民族）の民族絶滅を狙って作られた殺戮工場たる収容所は絶滅収容所（Vernichtungslager、ファアニヒトウングスラーガー）と呼ばれる。
最初に稼働した絶滅収容所はヘウムノ絶滅収容所である。この絶滅収容所は国家保安本部によって運営され、1941年12月からガス殺が開始された。
一方、ルブリン親衛隊及び警察指導者オディロ・グロボクニクは、後に「ラインハルト作戦」と名付けられるポーランドユダヤ人絶滅作戦の執行のために三大絶滅収容所の建設を行った。1941年11月からベウジェツ絶滅収容所の建設が開始され、1942年3月半ばからガス室が稼働した。続いてソビボル絶滅収容所の建設が開始され、1942年4月末に稼働。最後にトレブリンカ絶滅収容所が1942年5月末から建設が開始され、7月半ばに稼働している。この三つの絶滅収容所は「ラインハルト作戦」のための三大絶滅収容所として機能し、刑事委員長クリスティアン・ヴィルトによって監督された。ヴィルトの部下たちが三大絶滅収容所に配されていた。なおヴィルトは安楽死計画（T4作戦）に携わっていたため、ヴィルトの部下たちも安楽死計画参加者が多かった。
ヘウムノでは最低でも15万人、ベウジェツでは55万人、ソビボルでは25万人、トレブリンカでは最低73万人 が虐殺された。
ポーランドのユダヤ人社会がほぼ壊滅すると、三大絶滅収容所は1943年代に早々に閉鎖され、植林などで証拠隠滅作業が行われた。その後はアウシュヴィッツ＝ビルケナウ強制収容所やマイダネク強制収容所（この二つについては上の節を参照）、ヘウムノ絶滅収容所などが絶滅収容所として機能し、これらの収容所はドイツ軍の戦線後退でソ連軍が同地に到着するまで存続した。

### 通過収容所
通過収容所（Durchgangslager、ドゥルヒガングスラーガー）は、強制収容所や絶滅収容所に移送されるまでの一時収容を行うための収容所のことである。移送を受けるのは多くの場合ユダヤ人であった。

### ゲットー
ゲットー（ghetto）とは、ユダヤ人の隔離居住区である。しかしここから強制収容所や絶滅収容所へ移送されるケースが非常に多く、実質がゲットーなのか通過収容所なのか区別しづらい物が多い。テレージエンシュタット・ゲットーはその典型である。テレージエンシュタットは公式にはゲットーであり、ドイツ系ユダヤ人をここに住まわせていたが、一方ベーメン・メーレン保護領に住むチェコ系ユダヤ人の多くもテレージエンシュタットに集められ、彼らはやがてアウシュヴィッツ強制収容所へ連れて行かれた。そのためゲットーを集合収容所（Sammellager、ザンメルラーガー）とみなして「収容所」とか「強制収容所」とか呼ぶケースがある。

## 主な強制収容所一覧

### ナチス政権下におけるドイツの強制収容所
- エストニア

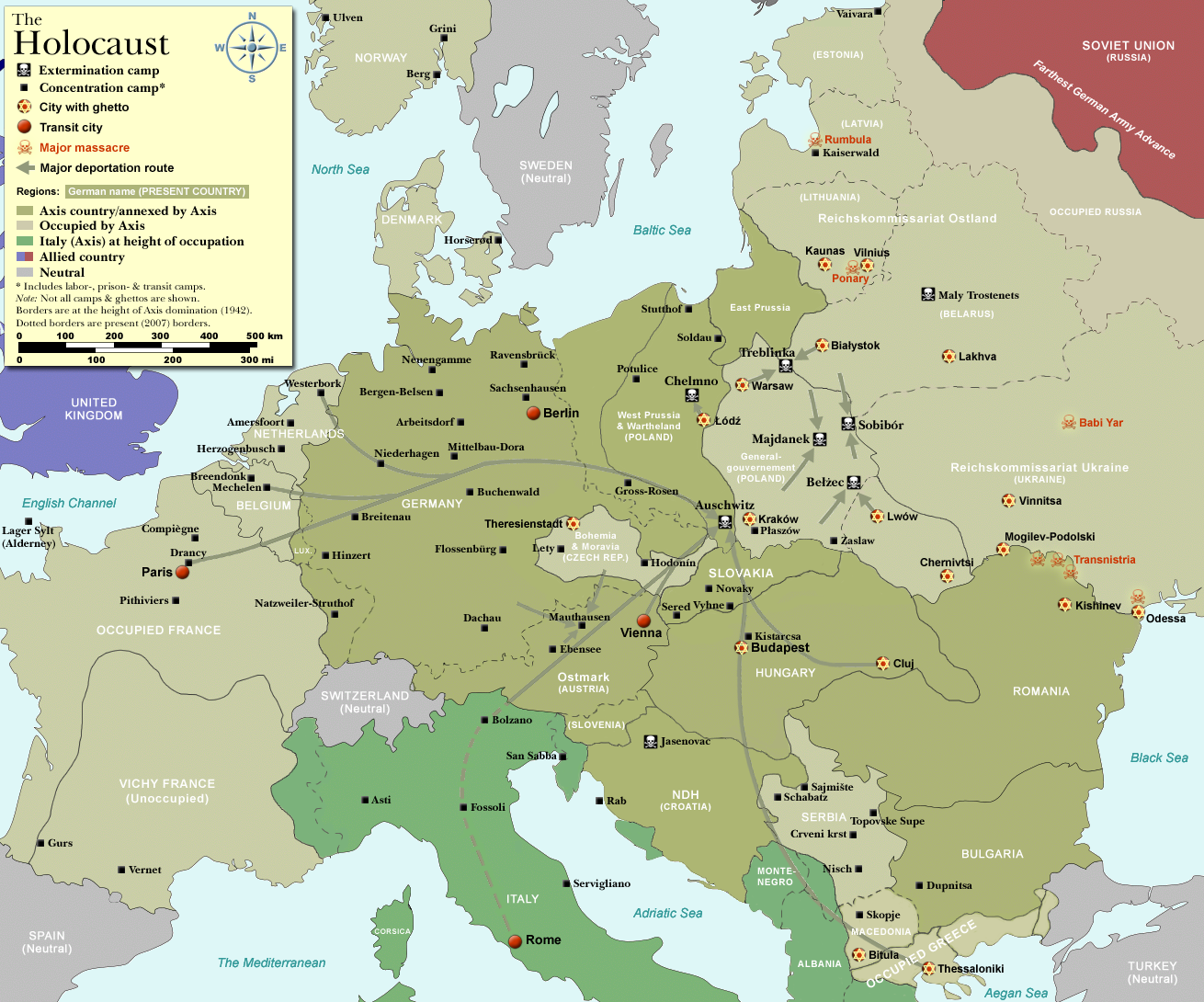
ヨーロッパ・ユダヤ人の絶滅収容所への主な移送ルート。髑髏マークが絶滅収容所。赤い髑髏は有名なユダヤ人虐殺場。■が強制収容所や通過収容所。六芒星マークはゲットー。

  - ヴァイヴァラ強制収容所(de:KZ Vaivara)
  - クローガ強制収容所(de:KZ Klooga)
  - ヤガラ強制収容所(en:KZ Jägala)
- ラトビア
  - カイザーヴァルト強制収容所
  - ユングフェルンホーフ強制収容所(de:KZ Jungfernhof)（リガ＝カイザーヴァルト外部収容所）
- リトアニア
  - カウエン強制収容所
- ベラルーシ
  - マリィ・トロステネツ強制収容所(de:KZ Maly Trostinez)（絶滅収容所）
- ウクライナ
  - リヴィウ・ヤノフスカ強制収容所（ウクライナ語版、英語版）(de:KZ Janowska)
  - スィレーツィ強制収容所（ウクライナ語版、ドイツ語版、ロシア語版、英語版）
  - ボグダノフカ強制収容所（ウクライナ語版、英語版）
- ポーランド（ポーランド総督府領、旧ポーランド領ドイツ編入地域およびダンツィヒ自由都市）
  - アイントラハトヒュッテ強制収容所(de:KZ Eintrachthütte)（アウシュヴィッツ外部収容所）
  - アウシュヴィッツ＝ビルケナウ強制収容所（強制収容所兼絶滅収容所）
  - クラクフ・プワシュフ強制収容所
  - グロース・ローゼン強制収容所
  - シュトゥットホーフ強制収容所
  - ソビボル強制収容所（絶滅収容所）
  - ゾルダウ通過収容所(Durchgangslager Soldau)
  - トラヴニキ強制労働収容所(Zwangsarbeitslager Trawniki)
  - トレブリンカ強制収容所（絶滅収容所）
  - ブレッヒハマー強制収容所(de:KZ Blechhammer)（アウシュヴィッツ外部収容所）
  - ベウジェツ強制収容所（絶滅収容所）
  - ヘウムノ強制収容所（絶滅収容所）
  - ポニャトヴァ強制労働収容所（Zwangsarbeitslager Poniatowa）
  - マイダネク(ルブリン強制収容所)（強制収容所兼絶滅収容所）
  - ワルシャワ強制収容所(de:KZ Warschau)（マイダネク外部収容所）
- チェコ（ズデーテンラント&ボヘミア・モラヴィア）
  - テレージエンシュタット（ユダヤ人ゲットーと政治犯収容所）
  - ホドニーン強制収容所(de:KZ Hodonín)（ジプシー収容所）
  - レティ強制収容所(de:KZ Lety)（ジプシー収容所）
- オーストリア
  - エーベンゼー強制収容所(de:KZ Ebensee)（マウトハウゼン外部収容所）
  - グーセン強制収容所(de:KZ Gusen)（マウトハウゼン外部収容所）
  - マウトハウゼン強制収容所
  - ロイブル強制収容所(de:KZ Loibl)（マウトハウゼン外部収容所）
- ドイツ
  - アルバイツドルフ強制収容所(de:KZ Arbeitsdorf)
  - ヴェッベリン強制収容所(de:KZ Wöbbelin)（ノイエンガンメ外部収容所）
  - エステルヴェーゲン強制収容所(de:KZ Esterwegen)
  - オストホーフェン強制収容所(de:KZ Osthofen)
  - オラニエンブルク強制収容所
  - カウフェリンクIV強制収容所(de:KZ-Kommando Kaufering IV)（ダッハウ外部収容所）
  - ケーニヒス・ヴステルハウゼン強制収容所(de:KZ Königs Wusterhausen)（ザクセンハウゼン外部収容所）
  - コロンビアハウス強制収容所(de:KZ Columbia)
  - ザウルガウ強制収容所(de:KZ Saulgau)（ダッハウ外部収容所）
  - ザクセンハウゼン強制収容所
  - ザクセンブルク強制収容所(de:KZ Sachsenburg)
  - シャンデラ強制収容所(de:KZ Schandelah)（ノイエンガンメ外部収容所）
  - ゾネンブルク強制収容所(de:KZ Sonnenburg)
  - ダッハウ強制収容所
  - ニーダーハーゲン強制収容所(de:KZ Niederhagen)（ザクセンハウゼン、後ブーヘンヴァルト外部収容所）
  - ノイエンガンメ強制収容所
  - ハウスハム強制収容所(de:KZ Hausham)（ダッハウ外部収容所）
  - バート・ズルツァ強制収容所(de:KZ Bad Sulza)
  - ヒンツァート強制収容所
  - ファルゲ強制収容所(de:KZ Farge)（ノイエンガンメ外部収容所）
  - ブーヘンヴァルト強制収容所
  - ブランデンブルク強制収容所(de:KZ Brandenburg)
  - フリードリヒスハーフェン強制収容所(de:KZ Friedrichshafen)（ダッハウ外部収容所）
  - フールスビュッテル強制収容所(de:KZ Fuhlsbüttel)（ノイエンガンメ外部収容所）
  - ブレイテナウ強制収容所(de:KZ Breitenau)
  - フロッセンビュルク強制収容所
  - ベルゲン・ベルゼン強制収容所
  - ミッテルバウ＝ドーラ強制収容所
  - ミュールドルフ強制収容所(de:KZ Mühldorf)（ダッハウ外部収容所）
  - モーリンゲン強制収容所(de:KZ Moringen)（女囚用）
  - ラーフェンスブリュック強制収容所（女囚用）
  - ランゲンシュタイン＝ツヴァイベルゲ強制収容所(de:KZ Langenstein-Zwieberge)（ブーヘンヴァルト外部収容所）
  - リヒテンブルク強制収容所(de:KZ Lichtenburg)
  - ロッハウ強制収容所(de:KZ Lochau)（ダッハウ外部収容所）
- イタリア
  - フォッソリ通過収容所(de:Durchgangslager Fossoli)
  - ボーツェン通過収容所（イタリア名ボルツァーノ）
- セルビア
  - サイミステ強制収容所(de:KZ Sajmište)
  - ベオグラード＝バニツァ強制収容所（KZ Beograd-Banjica）
- ギリシャ
  - ハイダリ強制収容所(de:KZ Chaidari)
- ノルウェー
  - ウルベン警察刑務収容所（Polizeihäftlingslager Ulven）
  - グリニ警察刑務収容所(de:Polizeihäftlingslager Grini)
  - ファルスタッド警察刑務収容所（Polizeihäftlingslager Falstad）
  - ブレットヴェト警察刑務収容所（Polizeihäftlingslager Bredtvet）
  - ベルク警察刑務収容所（Polizeihäftlingslager Berg）
- オランダ
  - アメルスフォールト通過収容所(de:Durchgangslager Amersfoort)
  - ヴェステルボルク通過収容所
  - ヘルツォーゲンブシュ強制収容所(de:KZ Herzogenbusch)
- ベルギー
  - ブレーンドンク拘留収容所(Auffanglager Breendonk)
  - メヘレン中継収容所
- フランス（ドイツ軍フランス占領地域&ドイツ領に編入されたアルザス＝ロレーヌ）
  - コンピエーニュ＝ロアイヤリュ強制収容所(KZ Compiègne-Royallieu)
  - ドランシー通過収容所
  - ナッツヴァイラー強制収容所
  - ピティヴィエ通過収容所(Durchgangslager Pithiviers)
  - ボーヌ・ラ・ローランド通過収容所(Durchgangslager Beaune-la-Rolande
- イギリス（ドイツ軍占領下チャンネル諸島）
  - オルダニー強制収容所（ザクセンハウゼン、後ノイエンガンメ外部収容所）

### ドイツ衛星国の強制収容所
- ヤセノヴァツ強制収容所(sh:Koncentracioni logor Jasenovac)（クロアチア独立国運営の強制収容所兼絶滅収容所）
- ラ・ヴェルネ強制収容所(fr:Vernet d'Ariège (camp d'internement))（フランスヴィシー政府運営の強制収容所）
- ギュルス強制収容所（フランスヴィシー政府運営の強制収容所）